# Rio Paraitinga (vattendrag i Brasilien, lat -23,57, long -46,03)
Rio Paraitinga är ett vattendrag i Brasilien.   Det ligger i delstaten São Paulo, i den sydöstra delen av landet, 900 km söder om huvudstaden Brasília.
I omgivningarna runt Rio Paraitinga växer i huvudsak städsegrön lövskog. Runt Rio Paraitinga är det ganska tätbefolkat, med 67 invånare per kvadratkilometer.